# Evander Sno
Evander Sno (Dordrecht, 1987. április 9. –) holland labdarúgó. Jelenleg az ADO Den Haag középpályása. A holland utánpótlás-válogatott csapatokban is bemutatkozó védekező középpályás a mezőny többi posztján is bevethető, így NEC-nél csatárként is játszott.

## Pályafutása

### Korai pályafutása
Az Ajax utánpótlásából kikerülő Sno első felnőtt klubja a rotterdami Feyenoord volt, amelyhez tizennyolc évesen szerződött. Ennek ellenére soha nem játszott a Feyenoord első csapatában, mivel a 2005-2006-os bajnoki idényben a NAC Breda-hoz került kölcsönbe.

### Celtic

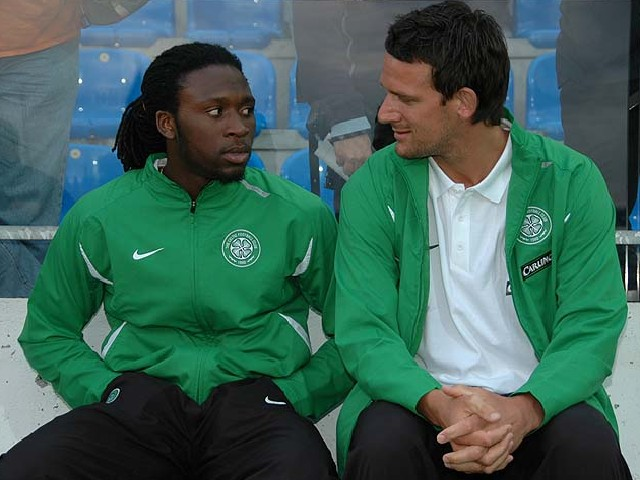
Sno (balra) és Jan Vennegoor of Hesselink a Celtic kispadján

2006-ban a skót bajnokságban szereplő Celtichez szerződött. Ebben az időszakban a világ egyik legígéretesebb tehetségének tartották. Első mérkőzése a Skót Ligakupában, a St. Mirren FC ellen volt, amely után Gordon Strachan menedzser is dicsérően nyilatkozott róla. 2006. szeptember 23-án a Celtic 2-0-s Old Firm-győzelmének keretében is pályára lépett (Shunsuke Nakamura cseréje volt a 71. percben). 2006 novemberében a Hibernian ellen megszerezte egyetlen gólját a Celtic színeiben. A Bajnokok Ligája 2006-2007-es kiírásának is pályára lépett, illetve a 2006-2007-es bajnoki idényben skót bajnok lett a Celticcel. A következő évben is bajnoki címet ünnepelhetett a glasgow-i csapattal.

### Ajax
2008 augusztusában Sno visszatért az Ajaxhoz, melyhez hároméves szerződést írt alá. A Willem II Tilburg elleni bemutatkozásán piros lapot kapott és el kellett hagynia a játékteret. Ennek ellenére a KNVB tisztázta az esetet, így nem tiltották el. Miután egy bajnoki idényt a felnőtt csapatnál töltött, az Ajax második csapatában, a Jong Ajax keretében játszott.
2009 augusztusában az angol másodosztályú Bristol City kölcsönjátékosa lett, és a 2009-2010-es idényt a Coventry City elleni mérkőzéssel kezdte. Sno első bristoli gólját Barnsley elleni 3-2-es győztes mérkőzésen szerezte. Az bajnokság végeztével visszatért az Ajaxhoz.
Az Ajax tartalékok és Vitesse/AGOVV tartalékok mérkőzésén, 2010. szeptember 13-án hirtelen megállt a szíve Miután a mentők 10 percig újraélesztették, az Arnhemi kórházba szállították. Az előzetes várakozások ellenére sokkal hamarabb felépült, így 2010. november 11-én egy barátságos mérkőzésen már pályára léphetett. A szívmegállás közvetlen okát nem sikerült megállapítani, ezért elővigyázatosságból egy belső defibrillátort ültettek a testébe.
Miután az Ajaxnál lejárt a szerződése, Sno megállapodott az olasz Serie A-ban szereplő Genoa CFC-vel. Azonban az utolsó pillanatban meghiúsult a szerződés, mivel a játékos nem felelt meg az orvosi vizsgálatokon.

### RKC Waalwijk
2011 augusztusában az Eredivisie-ben szereplő RKC Waalwijk-hoz szerződött.

### NEC Nijmegen
A Waalwijk-nál nyújtott jó teljesítményének köszönhetően több holland klub is érdeklődést mutatott iránta. A Roda JC és a NEC Nijmegen egyaránt leszerződtették volna, végül 2012. június 6-án az utóbbival kétéves szerződést kötött.
2012. szeptember 30-án újra megállt játék közben a szíve, azonban a korábban beültetett defibrillátornak köszönhetően saját lábán hagyhatta el a pályát.

## Válogatott
Sno gyakran szerepet kapott a holland U21-es válogatottban. 2006 októberében beválogatták a felnőtt válogatott keretébe, azonban az Anglia elleni barátságos mérkőzésen nem lépett pályára. 2008. július 16-án tagja lett a Pekingi olimpián részt vevő válogatottnak. A Nigéria elleni nyitómérkőzésen piros lapot kapott.

## Sikerei, díjai
Celtic
- Skót labdarúgó-bajnokság:
  - Bajnok (2):2006–2007, 2007–2008
- Skót labdarúgókupa: 
  - Győztes (1): 2007

Ajax
- Holland labdarúgó-bajnokság:
  - Bajnok (1): 2010–2011

## Egyéb
Amikor a Celtic csapatához került, a hírforrások kiemelték, hogy nevét az egykori nehézsúlyú világbajnok ökölvívóról Evander Holyfield-ről kapta.